# Mojo (salsa)
Mojo (del portugués molho, «salsa») es un tipo de salsa típica de las islas Canarias (España), acompañamiento imprescindible de algunas comidas típicas de ese archipiélago. Debido a su contenido en pimienta, muchos de los tipos de mojos son picantes.

## Características
Entre los ingredientes más habituales en las recetas de mojos se encuentran: la pimienta palmera (un tipo de pimiento pequeño), el pimiento (verde y rojo), el ajo, la sal, el pimentón, el comino o el cilantro, el aceite, el vinagre, el perejil, el agua, el azafrán o cártamo flor y el tomate.

### Tipología
Los mojos se pueden clasificar en dos grandes familias, según los ingredientes utilizados: 
los mojos verdes y los mojos rojos. Los mojos verdes más habituales en las mesas canarias son el mojo verde propiamente, que es más utilizado para pescados, preparado con pimientos verdes, el mojo de cilantro, y el mojo de perejil, habitual en guachinches y restaurantes. Si bien el mojo verde puede conservarse fuera de la nevera durante mucho tiempo, la presencia de agua en el mojo de cilantro y el de perejil obliga a consumirlo como máximo a los pocos días de prepararlo. 
Los mojos rojos más habituales se componen de pimienta palmera (o "picona") y pimentón y suelen acompañar la carne. Al carecer de agua en su composición también pueden conservarse durante mucho tiempo fuera de la nevera. Salvo en el caso de que lleven tomate.

### Preparar

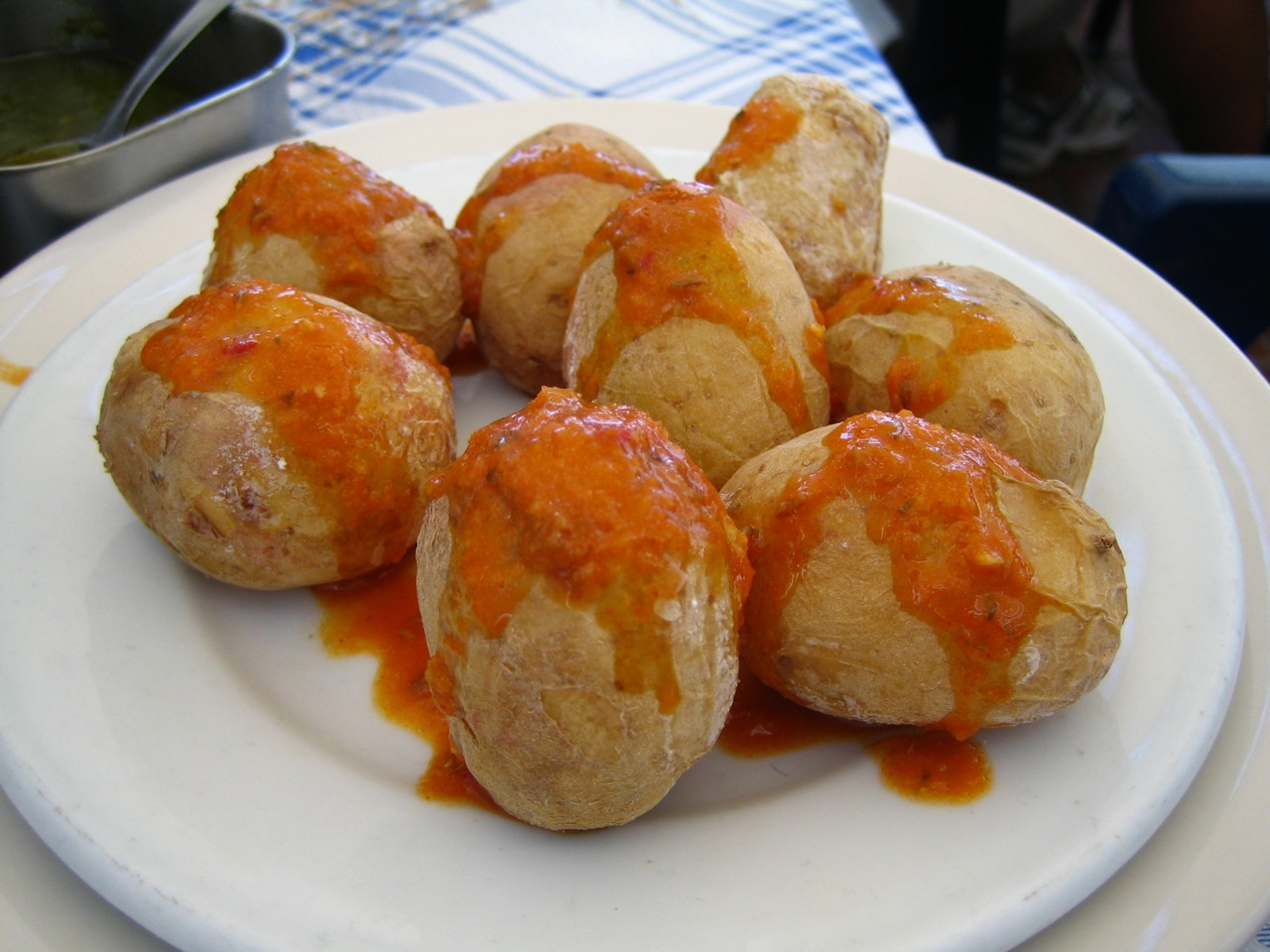
Papas arrugadas con mojo rojo.

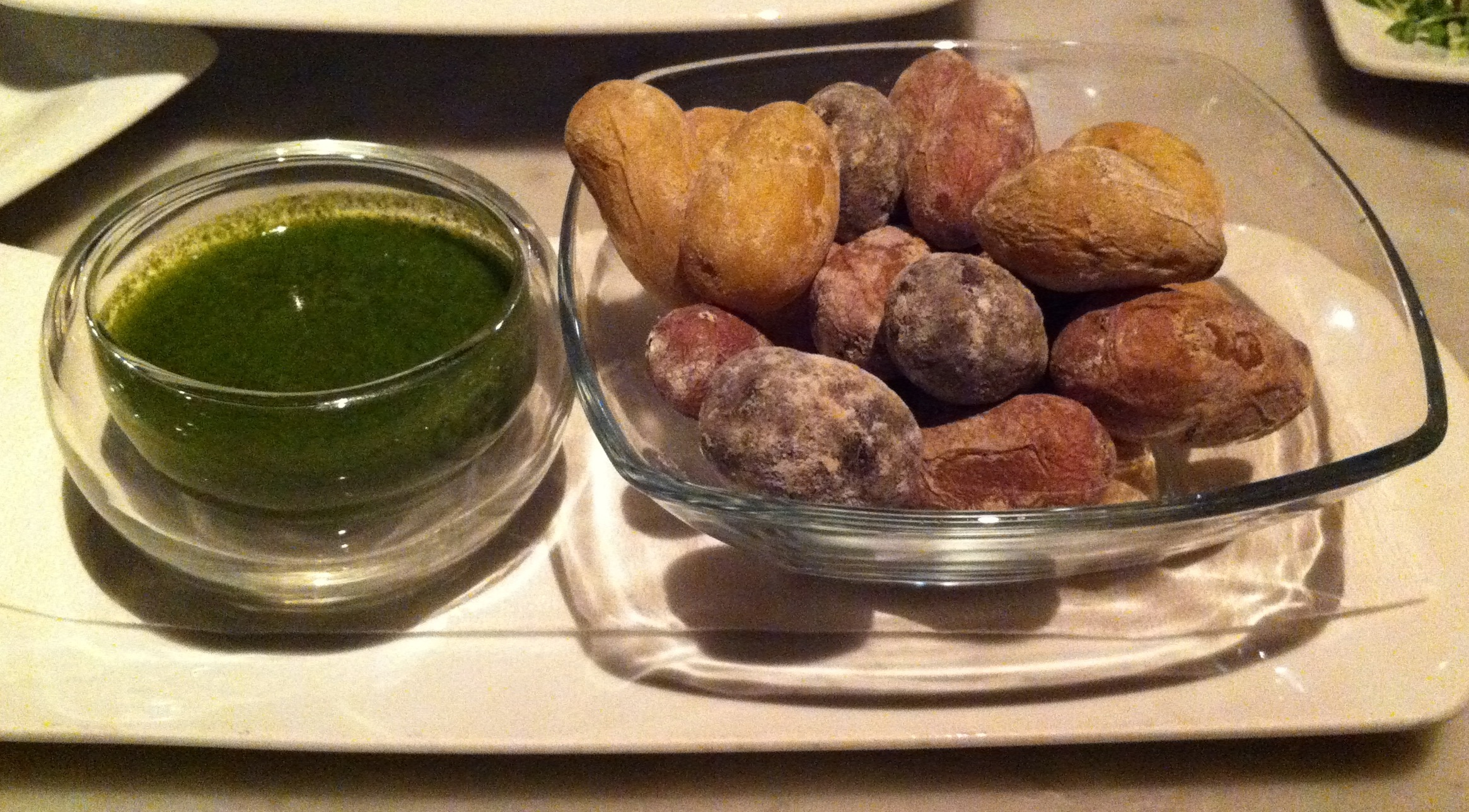
Papas arrugadas con mojo verde.

Para la preparación de los mojos rojos es necesario el secado de la pimienta durante un largo proceso; a la par, se deberá dejar airear durante 2 a 3 días. Una vez seca, la pimienta puede ser conservada durante mucho tiempo hasta su preparación. Antes de hacer el mojo, es necesario poner en remojo las pimientas para que pierdan parte de su picor. Luego es preciso eliminar las granillas y venas de las mismas, dejando unas pocas de ellas para graduar el grado de picante. Así, aquel mojo que no contenga venas o granillas apenas picará. Entre los mojos rojos destacan el llamado mojo palmero (salvo en La Palma que se denomina "mojo rojo"), el mojo encarnado y el mojo picón. 
En el caso de los mojos de cilantro y perejil el picor viene regulado por la cantidad de ajos que haya en su composición. Su sabor aumenta si se le añade semilla de cilantro triturada.

## Variantes
Por otro lado, existen otras variantes del mojo como son el Mojo Queso típico de La Palma y El Hierro y el Almogrote gomero, que combinan quesos con mojo para lograr una pasta que es más líquida en el primer caso. No obstante, no hay una receta común de mojos sino que prácticamente cada familia posee la suya, con unas cantidades de ingredientes que difieren y que confieren a las salsas distintos tipos de picor, de tonalidad y de homogeneidad. 
El mojo, junto con el gofio y las papas, es un elemento esencial de la cocina canaria. Se utiliza para aderezar todo tipo de comida, siendo especialmente típico la combinación de papas arrugadas y mojo.
Debido a la gran afluencia canaria, esta palabra también se usa en Uruguay pera denominar una salsa muy parecida, a base de adobo, agua y sal que se usa para condimentar el asado.